# Кримінально-виконавче право
Кримінально-виконавче право — самостійна галузь права, що представляє собою систему юридичних норм, які регулюють суспільні відносини, що виникають в процесі і з приводу виконання всіх видів кримінальних покарань та застосування інших заходів кримінально-правового впливу.
Система трансформована в кінці 1990-х з виправно-трудового права, предметом регулювання якого традиційно були порядок та умови виконання і відбування покарань, пов'язаних із застосуванням до засуджених передусім засобів виправно-трудового впливу.